# デジレコ
株式会社デジレコ（DIGIRECO Co.,Ltd）は家庭用・業務用蓄電池の製造・販売を行う会社である。
また、蓄電池のレンタルではイベントや法定停電等、はばひろく利用されている。

## 沿革
- 1987年 - 東京都新宿区に設立
- 2001年 - MDの新規格MDLPに対応したデュプリケーションシステムを独自に開発し、業界初の量産化を実現。依然としてカセットテープが主流であった通信教育講座メディアに約5時間収録可能なMD媒体を導入。
- 2006年 - 独自のDVDの不正コピー抑制技術を開発
- 2008年 - 家庭用蓄電池ELE-CUBEの原型となる蓄電システムを開発。自社内での100台以上のPCのバックアップ/停電対策に備える。
- 2011年 - 家庭用蓄電池ELE-CUBE　ELEシリーズの一般販売を開始
- 2012年 - ELE-CUBE商標を取得（商標第5481900号）
- 2013年 - ELE-CUBEシリーズ　SPシリーズの販売を開始
- 2015年 - ELE-CUBEシリーズ　リン酸鉄リチウムイオン　LIF-5200販売開始
- 2016年 - ELE-CUBEシリーズ　リン酸鉄リチウムイオン　LIF-3200販売開始
- 2016年 - ELE-CUBEシリーズ　新機能「2in1モード」開発（特許出願中　特願2016-108031)

## 備考
- 会社名と同名のデジタルレコーディングについての無料配布雑誌「DiGiRECO」（株式会社ミュージックネットワーク）とは、関連性は無い。